# Alan Webb (attore)
Alan Norton Fletcher Webb (York, 2 luglio 1906 – Sussex, 22 giugno 1982) è stato un attore inglese.

## Biografia
Webb studiò alla Bramcote School di Scarborough e frequentò poi il Royal Navy College a Osborne e a Dartmouth, servendo nella stessa Marina britannica.
Negli anni venti iniziò a recitare in teatro nelle compagnie di Lena Ashwell (1924–1926), J. B. Fagan (1926–1928), The Croydon Repertory Company (1932–1933) e Old Vic-Sadler's Wells Company (1934–1935).
Nel 1936 recitò nella commedia di Noël Coward Tonight at 8:30. Con lo stesso Coward recitò poi nel 1947 in Peace In Our Time. Nel 1960 interpretò il ruolo di Dudard ne Il rinoceronte di Eugène Ionesco, diretto da Orson Welles, messo in scena al Royal Court Theatre. 
Webb fu presente nel cast di numerosi lavori messi in scena a Broadway, a partire da Tonight at 8:30 (1936) fino a I Never Sang for My Father (1968), per la quale fu candidato al Tony Award al miglior attore protagonista in uno spettacolo.
Il suo debutto nel cinema risale al 1949 ne Il ritorno di Lassie. Da allora apparve in numerosi film di rilievo, come Frenesia del piacere (1964), Qualcuno da odiare (1965), Falstaff (1965), La bisbetica domata (1967), diretto da Franco Zeffirelli), Entertaining Mr Sloane (1970) e I duellanti (1977).
In televisione apparve varie volte in serie antologiche come BBC Play of the Month, Hallmark Hall of Fame e Play for Today, oltre che nelle popolari serie Z-Cars, Gli invincibili e Investigatore offresi.
Nel 1963 gli fu offerto il ruolo da protagonista nel serie fantascientifica della BBC Doctor Who, ma preferì declinare.

## Filmografia parziale

### Cinema
- Il ritorno di Lassie (Challenge to Lassie), regia di Richard Thorpe (1949)
- Lo spirito, la carne, il cuore (The Astonished Heart), regia di Anthony Darnborough, Terence Fisher (1950)
- Mare crudele (The Cruel Sea), regia di Charles Frend (1953)
- Ad ovest di Zanzibar (West of Zanzibar), regia di Harry Watt (1954)
- Lease of Life, regia di Charles Frend (1954)
- La scogliera della morte (The Night My Number Came Up), regia di Leslie Norman (1955)
- Ora X: Gibilterra o morte! (The Silent Enemy), regia di William Fairchild (1958)
- Il capro espiatorio (The Scapegoat), regia di Robert Hamer (1959)
- Il terzo segreto (The Third Secret), regia di Charles Crichton (1964)
- Frenesia del piacere (The Pumpkin Eater), regia di Jack Clayton (1964)
- Qualcuno da odiare (King Rat), regia di Bryan Forbes (1965)
- Falstaff (Campanadas a medianoche), regia di Orson Welles (1965)
- La bisbetica domata (The Taming of the Shrew), regia di Franco Zeffirelli (1967)
- Interludio (Interlude),  regia di Kevin Billington (1968)
- Donne in amore (Women  in Love), regia di Ken Russell (1969)
- Entertaining Mr Sloane, regia di Douglas Hickox (1970)
- King Lear, regia di Peter Brook (1971)
- Nicola e Alessandra (Nicholas and Alexandra), regia di Franklin J. Schaffner (1971)
- I racconti di Canterbury, regia di Pier Paolo Pasolini (1972)
- I duellanti (The Duellists), regia di Ridley Scott (1977)
- 1855 - La prima grande rapina al treno (The First Great Train Robbery), regia di Michael Crichton (1978)
- Taglio di diamanti (Rough Cut), regia di Don Siegel (1980)

### Televisione
- Missione segreta (Espionage) – serie TV, episodio 1x04 (1963)
- Gli invincibili (The Protectors) – serie TV, episodio 1x03 (1972)

## Doppiatori italiani
- Oreste Lionello in La bisbetica domata, Donne in amore
- Mario Milita in I duellanti, 1855 - La prima grande rapina al treno
- Mario Feliciani in Il capro espiatorio
- Gualtiero De Angelis in Il terzo segreto
- Lauro Gazzolo in Falstaff
- Eduardo De Filippo in I racconti di Canterbury